# Hälsingborg (Schiff)
Die Hälsingborg war ein 1960 in Dienst gestelltes Fährschiff der Danske Statsbaner. Sie wurde bis 1987 auf der Strecke von Helsingør und Helsingborg eingesetzt und fuhr anschließend bis 2004 als Skipper in italienischen Gewässern. 2005 ging das Schiff zum Abbruch ins türkische Aliağa.

## Geschichte

### Hälsingborg
Die Hälsingborg entstand unter der Baunummer 91 in der Svendborg Værft in Svendborg und lief am 21. Januar 1960 vom Stapel. Nach der Ablieferung an die Danske Statsbaner am 10. Juni 1960 nahm das Schiff am 18. Juni den Fährdienst auf der Strecke von Helsingør nach Helsingborg auf.
Im August 1975 wurde die Hälsingborg kurzzeitig zwischen Aarhus, Samsø und Kalundborg eingesetzt und fuhr zwischen August und September 1980 abermals zwischen Kalundborg und Samsö. Ansonsten verblieb das Schiff 27 Jahre lang auf der Strecke von Helsingør nach Helsingborg im Einsatz. Im Juni 1987 beendete die Hälsingborg ihre letzte Überfahrt für die Danske Statsbaner und war fortan aufgelegt.

### Skipper
Im November 1987 ging das Schiff in den Besitz der Reederei Traghetti Isole Sarde über und erhielt den Namen Skipper. 1988 nahm es den Fährdienst von Porto Vesme nach Carloforte auf, ehe es 1989 auf die Strecke von Palau nach La Maddalena wechselte. Ab Juni 1993 lag die Skipper aufgrund eines Maschinenschadens kurzzeitig in Genua auf.
1994 nahm das Schiff unter Charter der Traghetti Isole Sarde wieder den Dienst zwischen Palau und La Maddalena auf. Von Oktober 1998 bis März 1999 fuhr es unter Charter für Diano Shipping zwischen Villa San Giovanni und Messina, ehe es wieder in den Dienst von Palau nach La Maddalena zurückkehrte. Nach der Insolvenz der Traghetti Isole Sarde im Oktober 2002 war die Skipper erneut aufgelegt und ging schließlich 2003 in den Besitz der Reederei Enermar über, um wieder auf ihrer alten Strecke eingesetzt zu werden.
Am 10. August 2004 beendete die Skipper nach einer Dienstzeit von insgesamt 44 Jahren ihre letzte Überfahrt und war ab dem 18. August in Genua aufgelegt. Am 15. Dezember 2005 verließ das zum Abbruch verkaufte Schiff den Hafen von Genua und traf am 20. Dezember in der Abwrackwerft von Sok GS in Aliağa ein.